# Dogo Cubano
Dogo Cubano også kendt som Cuban Mastiff, Cuban Dogo og Cuban Dogge er en uddød race af hunde fra Cuba. Den var af Bullmastiff typen. Denne hunderace blev brugt til hundekampe. 
Racen blev indført i Cuba for at fange bortløbne slaver (Cimarrones). Efter slaveriets afskaffelse kunne det ikke længere betale sig at beholde hundene, og racen ophørte med at eksistere med tiden.
| Hund | Spire Denne hunderelaterede artikel er en spire som bør udbygges. Du er velkommen til at hjælpe Wikipedia ved at udvide den. |